# Lyciella decempunctata
Lyciella decempunctata är en tvåvingeart som först beskrevs av Carl Fredrik Fallén 1820.  Lyciella decempunctata ingår i släktet Lyciella, och familjen lövflugor. Arten är reproducerande i Sverige.